# Laufband

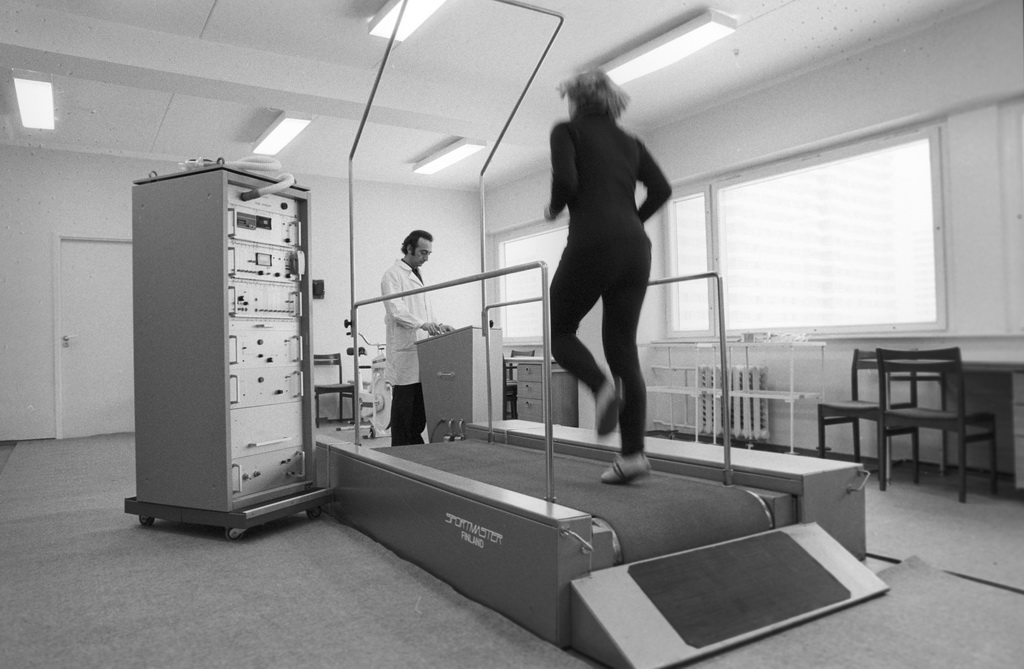
Laufband zur Funktions-Diagnostik für Leistungssportler (1980)

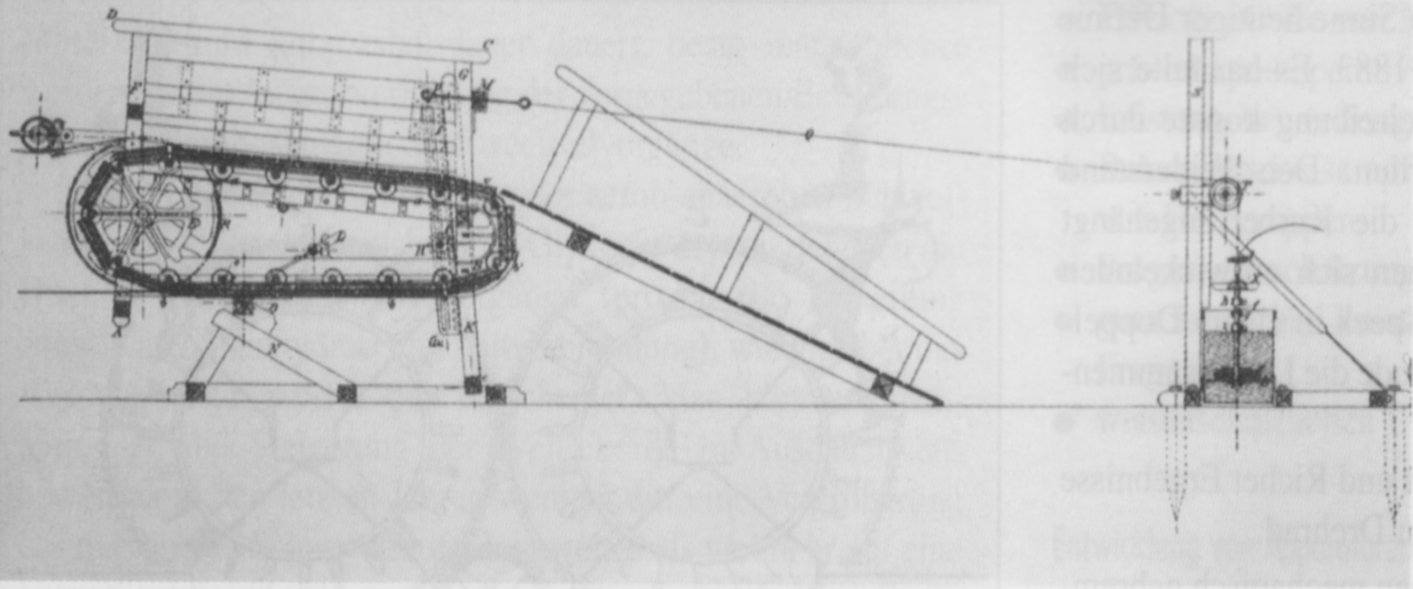
Zeichnung des ersten Laufbandes der Welt, entwickelt von Zuntz und Lehmann 1889 in Berlin

Ein Laufband ist ein Sportgerät, auf dem man läuft und das zur körperlichen Betätigung dient.
Grundsätzlich muss zwischen zwei verschiedenen Typen unterschieden werden:
- elektrisch betriebene Laufbänder
- aus eigener Muskelkraft betriebene Laufbänder

Ein elektrisch betriebenes Laufband ähnelt einem zum Transport von Gütern verwendeten Förderband. Zur Personenbeförderung werden Laufbänder allerdings nicht eingesetzt, stattdessen wurden für diese Zwecke in ähnlicher Weise nutzbare Fahrsteige entwickelt.

## Geschichte
Der Ursprung des Laufbandes reicht bis in das 19. Jahrhundert zurück. Dokumente belegen, dass es bereits 1875 erste Laufbänder gegeben hat. Diese wurden jedoch nicht für Menschen angefertigt, sondern dienten ähnlich Tretmühlen dem Antrieb von Wasserpumpen und Räderwerken, indem sie durch Tragtiere bewegt wurden. Die ersten Laufbänder für Personen wurden erst Mitte des 20. Jahrhunderts entwickelt, wobei sie auch zu diesem Zeitpunkt noch nicht als Sportgerät vorgesehen waren, sondern vielmehr zum Transport von Materialien und Produkten. Erst im Zusammenhang mit einem von Ärzten ausgeführten Stresstest wurde das erste Laufband im Hinblick auf sportliche Bewegung und Gesundheit entwickelt.

## Elektrisch
Elektrisch betriebene Laufbänder werden gewöhnlich von einem Elektromotor angetrieben. Die Höchstgeschwindigkeit liegt üblicherweise unter 20 km/h. Das Band lässt sich, je nach Modell, in verschiedenen Geschwindigkeiten und Neigungswinkeln einstellen, oder erlaubt das Abrufen von programmierten Trainingsprogrammen (z. B. Crosslauf oder Fahrtspiel). Der neueste Trend ist die Simulation von Rennen oder Strecken, die virtuell auf dem Laufband absolviert werden können.
Es besteht nicht die Gefahr, sich in dem umherlaufenden Band einzuklemmen, da der Abstand zwischen Band und Gehäuse nur wenige Millimeter beträgt. Zudem gibt es im Notfall die Möglichkeit das Band über einen Magnetschalter, der an der Kleidung des Läufer befestigt wird, anzuhalten. Ein weiterer Vorteil eines Laufbandes ist die überwachende Funktion von Körperaktivitäten wie Puls und Verbrauch an Nahrungsenergie. Die meisten Läufbander sind mit Sensoren und Computer ausgestattet, die diese Aufgabe übernehmen.

## Mechanisch
Darüber hinaus gibt es Laufbänder, die keinen Motor besitzen und die sich durch die Muskelkraft bewegen. Manche verfügen dabei über ein Schwungrad, durch dessen Trägheit der Geschwindigkeitsverlauf stärker geglättet wird. Mechanische Laufbänder sind im Regelfall, sowohl im Anschaffungspreis als auch im Unterhalt günstiger als elektrische Laufbänder, da sie keinen Strom verbrauchen.

## Rekorde
Der Weltrekord für 7 Tage Laufen am Laufband wurde Februar 2015 von Rainer Predl (25) von 833 auf 852,46 km angehoben. Er schlief in dieser Zeit insgesamt nur 15 Stunden.
Der Weltrekord für 100 km auf Laufband ist 6:26:14 Stunden und wurde 2021 von Florian Neuschwander geschafft.

## Anti-Schwerkraft-Laufband
Zur Regeneration nach Muskel- oder Knochenverletzungen wurde lange Zeit Aquajogging verwendet, um durch den Auftrieb die Belastung auf den Gelenken zu verringern. Seit wenigen Jahren wird hierzu nun das Anti-Schwerkraft-Laufband benutzt. Von der Hüfte abwärts befindet sich der Läufer in einem aufgeblasenen luftdichten Zelt, das oben durch einen eng am Körper anliegenden Gürtel (ähnlich dem Spritzschutz beim Kajak) abgeschlossen ist. Durch Veränderung des Luftdrucks im Zelt kann der Läufer so angehoben werden, dass einerseits normales Laufen möglich ist und andererseits das auf den Beinen lastende Körpergewicht stufenlos bis auf 10 % reduziert werden kann. Hierdurch ist ein früheres Regenerationstraining möglich, wodurch wesentlich schnellere Regeneration nach Verletzungen möglich wird.

## Einsatz zu Therapiezwecken
Das Training mit dem Laufband eignet sich auch zu Therapiezwecken. In mehreren klinischen Studien zur Laufbandtherapie mit partieller Gewichtsentlastung konnte bereits nachgewiesen werden, dass Patienten damit ihr Gehvermögen verbessern konnten. Auch zur Behandlung von alterstypischen Erkrankungen wie Arthrose oder Osteoporose wird das Laufbandtraining eingesetzt. Das Training mit dem Laufband bewirkt Verbesserungen der Gelenkbeweglichkeit und zunehmende Gangsicherheit bei gleichzeitiger Schmerzreduktion.